# Лаздулейская волость
Лаздулейская волость (латыш. Lazdulejas pagasts) — одна из 19 волостей Балвского края в Латвии. Волостной центр — село Эглюциемс (бывшая Дукулёва). Другие крупные сёла: Эглева, Кили, Орлова, Петровка.
Население в 1979 году - 508 человек.
Население в 1989 году - 462 человека.
Население в 2000 году - 418 человек.
Население в 2011 году - 315 человек.
На начало 2015 года население волости составляло 292 постоянных жителя.
Крупные озёра: Орловас и Плосникес.